# Český Krumlov
Český Krumlov (německy Böhmisch Krumau, popřípadě Krummau) je město v Jihočeském kraji v okrese Český Krumlov, 22 km jihozápadně od Českých Budějovic. Rozkládá se pod hřebenem Blanského lesa a protéká jím řeka Vltava. Jedná se o turistické a kulturní centrum jižních Čech. Žije zde přibližně 13 tisíc obyvatel.
V minulosti byl Český Krumlov sídelním městem mnoha mocných českých rodů – Vítkovců, pánů z Krumlova, Rožmberků, Eggenbergů a Schwarzenbergů, které cíleně pečovaly o jeho výstavbu a reprezentativní charakter. Český Krumlov byl zároveň hlavním správním centrem Rožmberského dominia a do roku 1918 i Krumlovského vévodství a Dominia schwarzenberského.
Středověké centrum města, které obklopuje meandry Vltavy, je od roku 1963 městskou památkovou rezervací a od roku 1992 je zapsáno na seznamu světového dědictví UNESCO. V roce 2003 bylo městskou památkovou zónou vyhlášeno předměstí Plešivec (jižně od historického jádra). Český Krumlov se stal také dějištěm několika filmů a během roku město hostí řadu kulturních akcí a festivalů – Slavnosti pětilisté růže, MHF Český Krumlov, Rallye Český Krumlov.
Spolu s dalšími městy Šumavského podhůří jako Sušice, Vimperk, nebo Prachatice bývá nazýváno Branou Šumavy. Na přelomu 19. a 20. století byl Český Krumlov zvláště mezi šumavskými spisovateli a básníky vnímán jako hlavní město Šumavy, jímž se v roce 1918 Český Krumlov po dobu existence Šumavské župy i nakrátko stal.

## Název

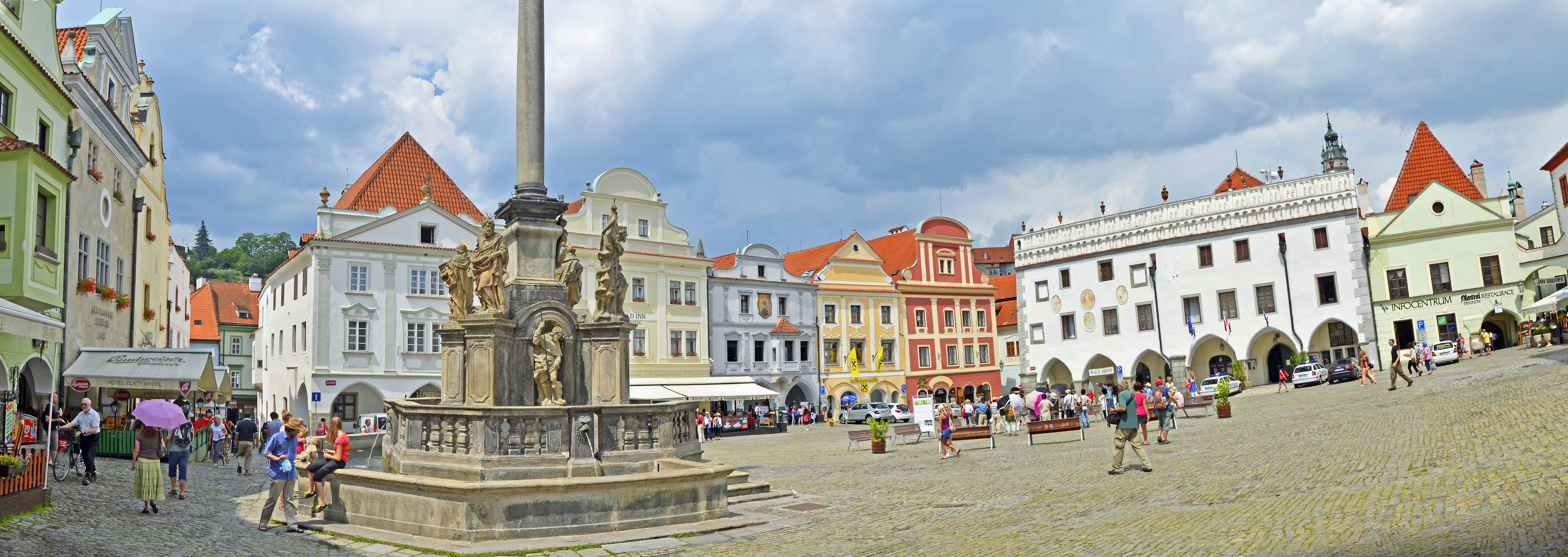
Náměstí Svornosti s radnicí a morovým sloupem, Vnitřní město

Jméno Krumlov pochází z německého Krumme Aue (česky křivý luh), což odkazuje na polohu města mezi esovitými zákruty řeky Vltavy. Z podobného keltského základu kamb je mimo jiné odvozen i název rakouské řeky Kamp, na které leží město Krumau am Kamp, jehož název taktéž pochází z obdobného starohornoněmeckého krump. V první dochované zmínce z roku 1253 je Krumlov označován jako Chrumbenowe, na latinských listinách pak nese jméno Crumlovia nebo Crumlovium. Také býval používán název Krumlov nad Vltavou. Přídomek Český se začal ke jménu města připojovat již v roce 1439, aby se jasně odlišil od Moravského Krumlova. V německém jazyce se název Böhmisch Krumau v minulosti příliš nepoužíval, jelikož nemohlo dojít k záměně s Krumlovem na Moravě (německy Kromau). Oficiálně se však název Český Krumlov používá až výnosem Ministerstva vnitra z 30. dubna 1920. Během německé okupace v letech 1938–1945 bylo slovo Český z názvu odstraněno a město se po onu dobu oficiálně jmenovalo Krummau an der Moldau (česky Krumlov nad Vltavou).

## Přírodní poměry
Do katastrálních území Český Krumlov a Přísečná-Domoradice zasahuje přírodní památka Vltava u Blanského lesa, která je zařazena jako evropsky významná lokalita do evropské soustavy chráněných území Natura 2000. V katastrálním území Vyšný se nachází nebo do něj zasahují tři chráněná území: přírodní památka Výří vrch na západě, přírodní památka Cvičák na jihovýchodě a národní přírodní rezervace Vyšenské kopce na jihozápadě ty jsou součástí CHKO Blanský les.

## Obyvatelstvo
Již od založení města vedle sebe žili čeští i němečtí obyvatelé. S rozvojem hornictví už ve středověku začala ve městě rychle převažovat němčina, pročež v 19. století mluvilo ve městě z 8 300 obyvatel 72 % německy a 18 % česky. Druhá světová válka však po 700 letech někdy divoké, jindy mírové soužití Čechů a Němců v Českém Krumlově ukončila. V roce 1938 musela město opustit většina českého obyvatelstva, po roce 1945 naopak naprostá většina obyvatelstva německého.
K 24. září 2007 ze 14 056 obyvatel bylo 14,7 % mladších 15 let. Podle údajů ze sčítání lidu bylo 26 % obyvatel města věřících. Přibližně 93 % obyvatel se přihlásilo k národnosti české, 2 % k národnosti slovenské, 1 % k národnosti německé.
| Rok            | 1710  | 1786  | 1869  | 1900  | 1930   | 1950  | 1975   | 1980   | 1985   | 1990   | 1995   | 2000   | 2005   | 2010   | 2015   |
| Počet obyvatel | 1 649 | 3 237 | 7 278 | 9 602 | 10 207 | 8 827 | 12 125 | 13 924 | 13 485 | 14 121 | 14 510 | 14 381 | 13 861 | 13 377 | 13 160 |

Věková struktura obyvatel v roce 2011
Rodinný stav obyvatel v roce 2011
Vzdělání obyvatel v roce 2011

## Obecní správa

### Členění města

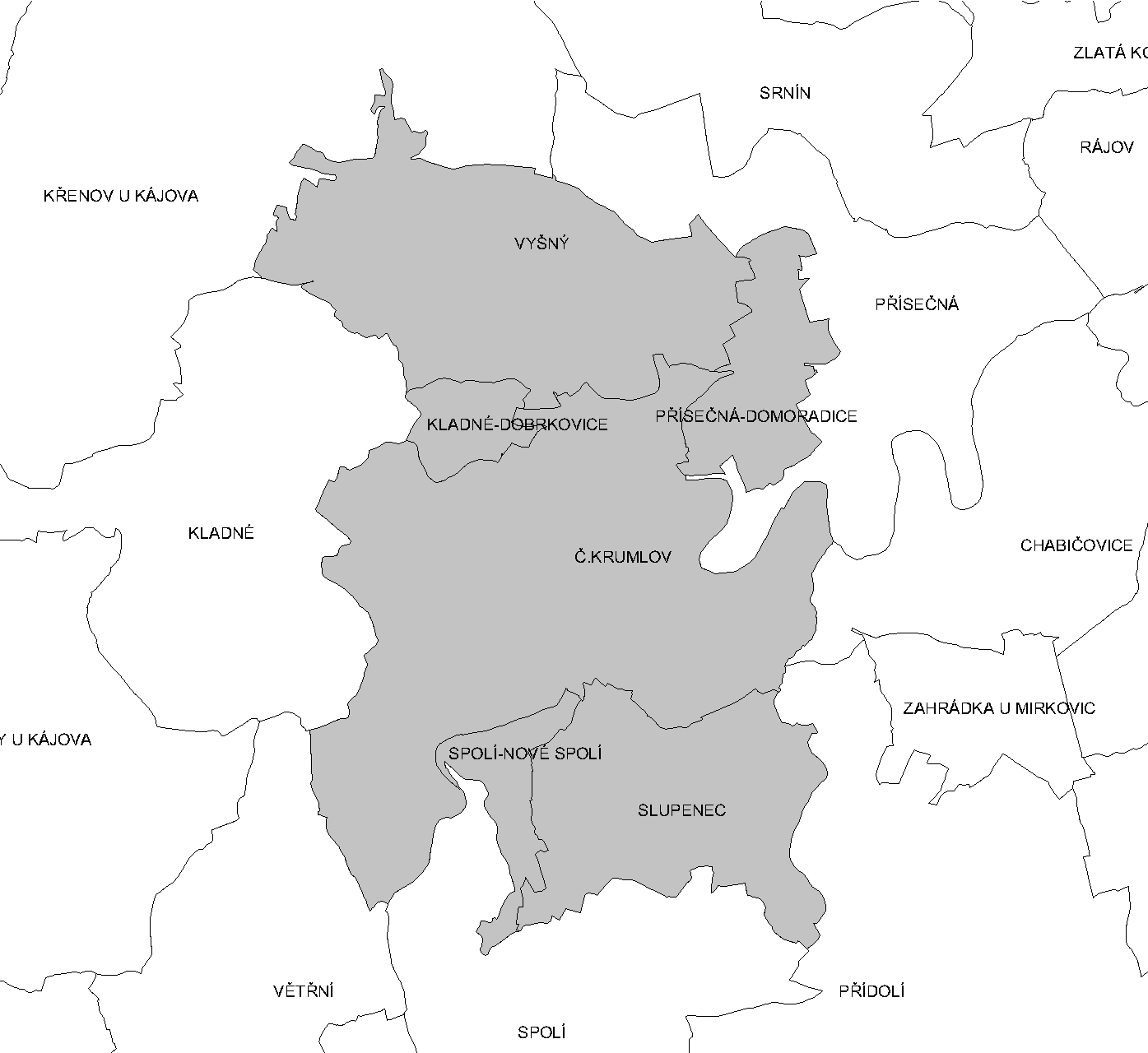
Katastrální území Českého Krumlova

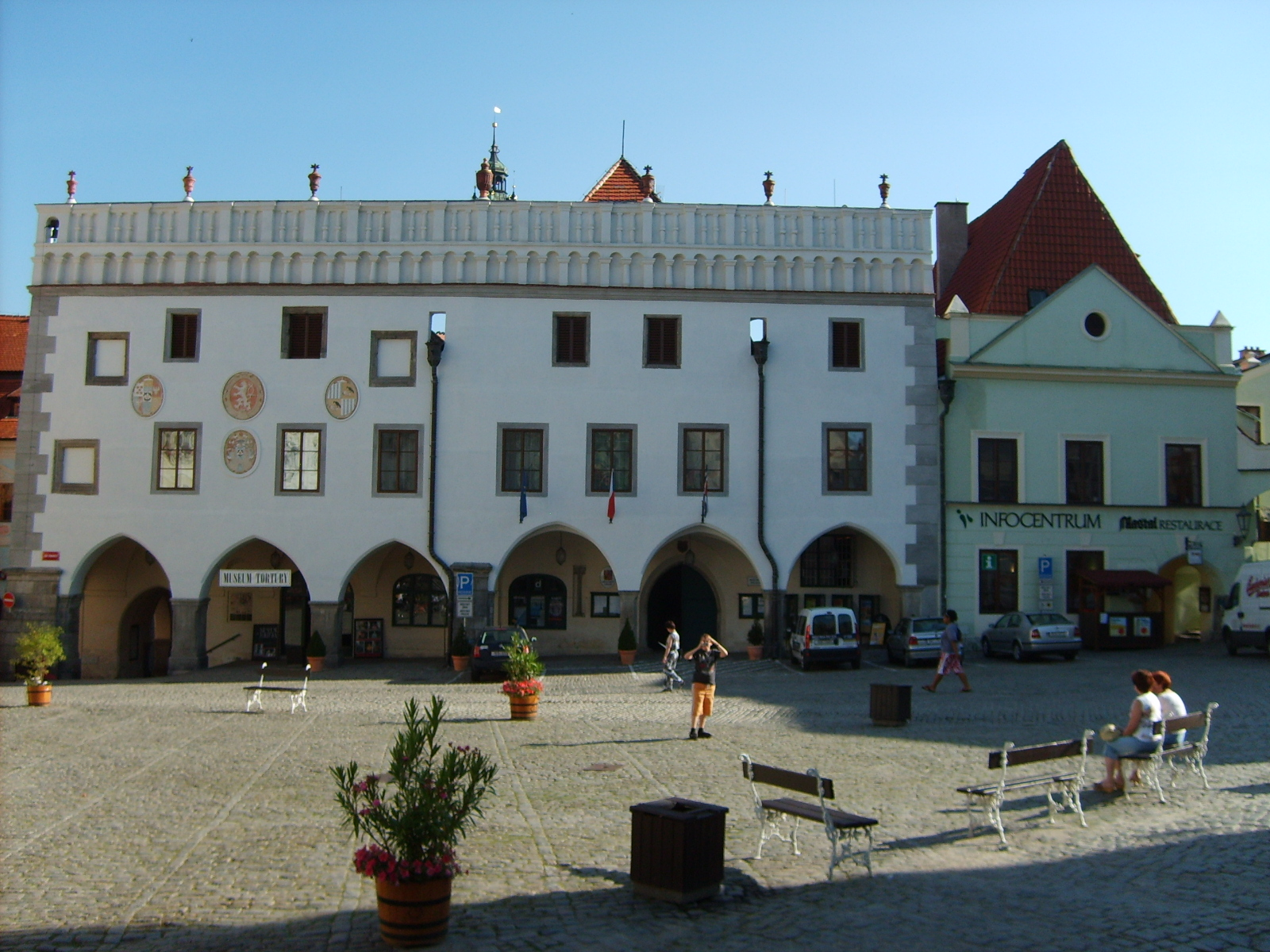
Radnice

Město se skládá ze šesti katastrálních území a deseti místních částí:
- k. ú. Český Krumlov – části Horní Brána, Latrán, Nádražní Předměstí, Plešivec a Vnitřní Město
- k. ú. Kladné-Dobrkovice – část Nové Dobrkovice
- k. ú. Přísečná-Domoradice – část Domoradice
- k. ú. Slupenec – část Slupenec
- k. ú. Spolí-Nové Spolí – část Nové Spolí
- k. ú. Vyšný – část Vyšný

| Název místní části | Obyvatel (2001) | Vzdálenost a směr od centra |
| ------------------ | --------------- | --------------------------- |
| Vnitřní Město      | 412             | —                           |
| Latrán             | 1 088           | severně                     |
| Plešivec           | 3 754           | jižně                       |
| Horní Brána        | 2 444           | 1 km jižně                  |
| Nádražní předměstí | 3 063           | 3 km severně                |
| Domoradice         | 2 705           | 3 km severovýchodně         |
| Nové Dobrkovice    | 107             | 3 km severozápadně          |
| Slupenec           | 90              | 3 km jižně                  |
| Nové Spolí         | 535             | 3 km jižně                  |
| Vyšný              | 245             | 4 km severně                |

### Správní území
Český Krumlov byl dříve okresním městem, v současnosti je obcí s rozšířenou působností a pověřeným obecním úřadem. Okres Český Krumlov ale stále existuje a skládá se ze 45 obcí, správní obvod obce s rozšířenou působností z 31 obcí.

## Městské symboly
Znak Českého Krumlova (užívaný v historické podobě dle privilegia z roku 1671) není uveden v REKOSu, neboť vedení města zatím nepodalo žádost o jeho doplnění (dle výzvy v úvodu databáze REKOS).
Vlajka Českého Krumlova byla městu udělena 14. června 2001, je tvořena listem o poměru stran 2:3, se třemi vodorovnými pruhy, modrým, bílým a modrým, v poměru šířek 1:4:1, přičemž ve středu prostředního pruhu je červená růže se žlutým semeníkem a zelenými kališními lístky. Podle doporučení podvýboru pro heraldiku a vexilologii by růže měla mít průměr 1/2 či 2/3 šířky vlajky. Pětilistá růže pochází z původního erbu pánů z Rožmberka.

## Hospodářství

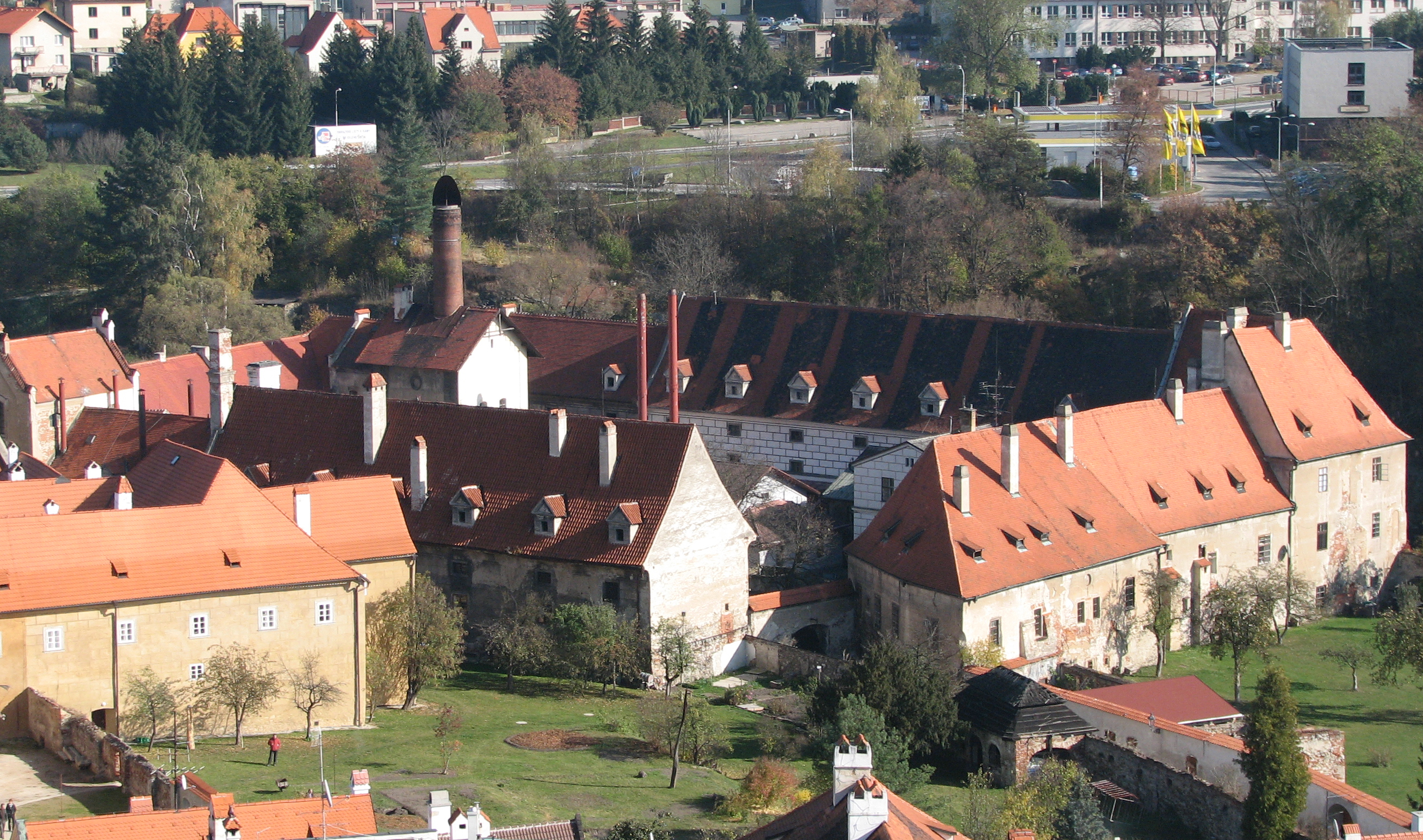
Starý zámecký pivovar, pivovar Eggenberg

Transformace hospodářství po roce 1989 znamenala zánik některých krumlovských závodních podniků, např. oděvního závodu OTAVAN. Na druhou stranu však díky turistickému ruchu vznikla mnohá pracovní místa ve službách, zejména v ubytování a pohostinství. Turistický ruch je dnes základem místní ekonomiky. Zaměřuje se na české i zahraniční návštěvníky, účastníky místních festivalů a také vodáky na Vltavě. Hlavní turistická sezóna probíhá v letních měsících.
Na severu města, na předměstí Domoradic, byla v 90. letech založena nová průmyslová zóna. Z potravinářských provozů fungují ve městě pekárny, pobočka jihočeských mlékáren Madeta a místní pivovar Krumlov, dříve znám pod názvem Eggenberg.
Nezaměstnanost ve městě k 30. dubnu 2018 dosahovala 3,61 %.

### Služby

Městská policie

V Českém Krumlově je nemocnice se spádovou oblastí pro celý okres. Město má odpovídající množství školních zařízení (gymnázium, umělecko-průmyslovou školu, pobočku institutu CEVRO, učiliště, čtyři základní školy, základní uměleckou školu, speciální školu a sedm mateřských škol). Ve městě funguje Dům dětí a mládeže.
Na velkých sídlištích a v bezprostředním okolí centra města najdeme samoobsluhy či Vietnamské večerky, většinou provozované spotřebním družstvem COOP v Kaplici. Na okraji města u Domoradic byl postaven hypermarket TERNO, supermarket Lidl, supermarket Penny Market, hypermarket Tesco a hypermarket Kaufland.
Stravovacích a ubytovacích zařízení je ve městě nadprůměrně velký počet, což souvisí s velkým počtem návštěvníků města. Vzhledem k tomu, že Český Krumlov je jedna z hlavních stanic vodáků na horním toku Vltavy, se v jeho blízkosti nachází několik kempů. Západně od města směrem na Dobrkovice se nachází sportovní areál, hokejový a fotbalový stadion a kurty. 
Krytý plavecký bazén o parametrech 25 x 12,5 metru a hloubce 120–180 cm byl uveden do provozu v roce 1992, 7. září 2024 však vyhořel. V areálu byl k dispozici ještě dětský bazén o parametrech 10 x 6 metrů a hloubce 80 cm a dále pára. Podle webu města zařízení navštěvovalo v jednom roce přes 70 tisíc lidí.

## Doprava

### Silniční

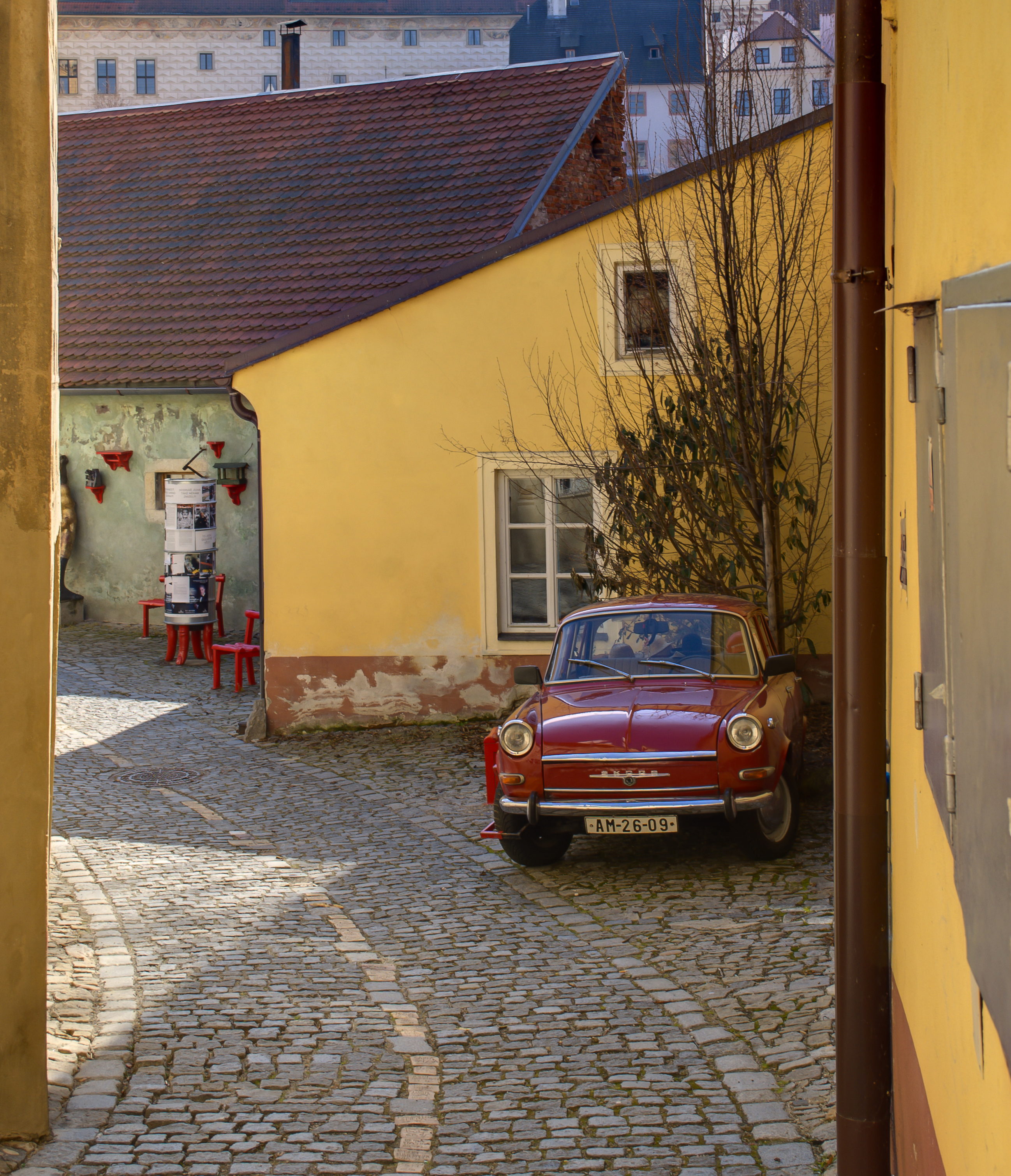
Z Latránu na Fortnu

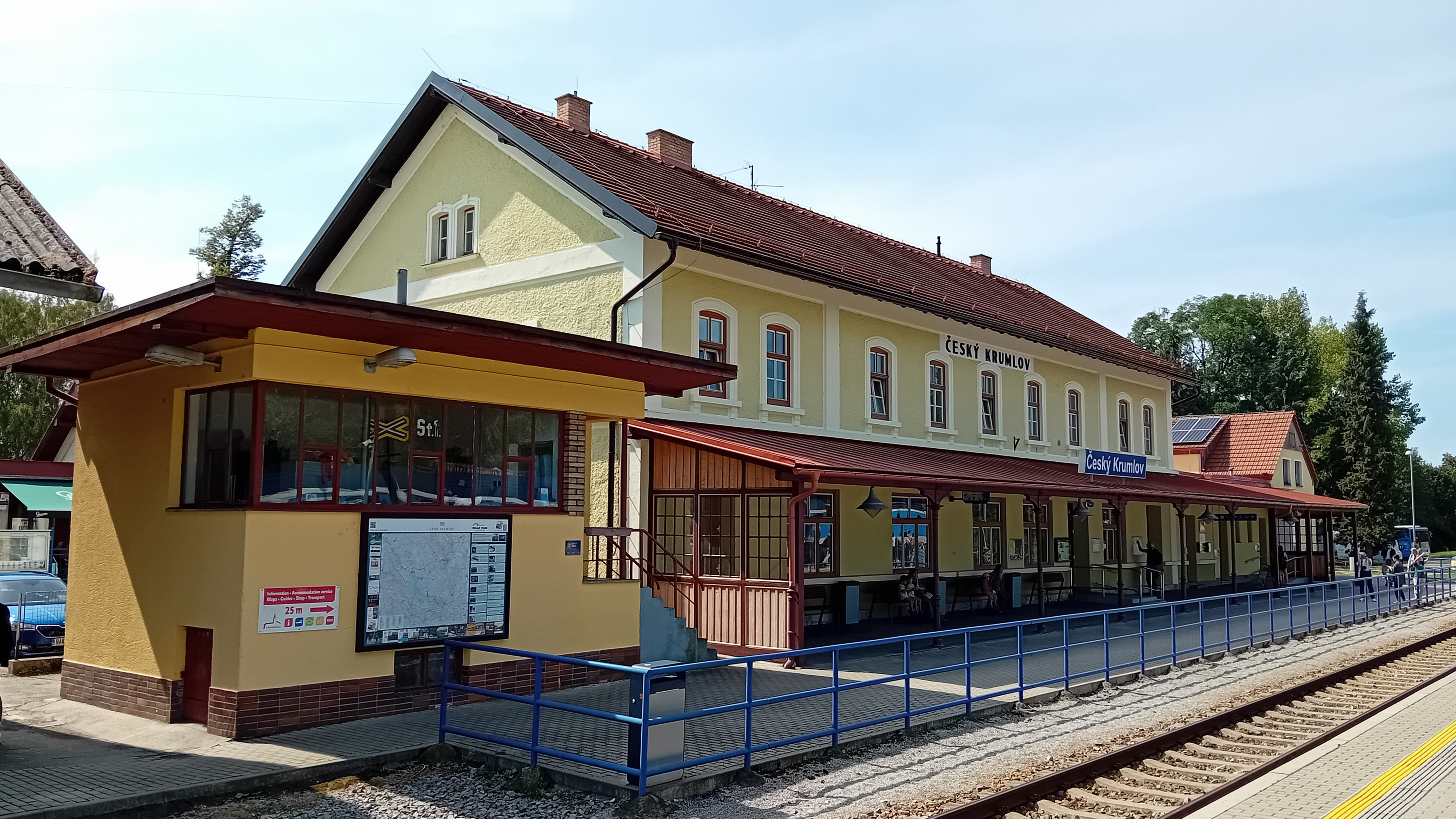
Nádraží

Městem prochází silnice I/39 a vede z Lenory přes Volary kolem nádrže Lipno, Českým Krumlovem prochází ulicemi Chvalšinská a Budějovická a pokračuje směrem na České Budějovice.
Dále zde prochází silnice II. třídy:
- Silnice II/157 vede z Českého Krumlova přes Kaplice (nádraží) a Trhové Sviny oklikou do Českých Budějovic.
- Silnice II/160 spojuje Český Krumlov s obcemi Větřní, Rožmberk nad Vltavou a Horní Dvořiště. Až za Rožmberk vede podél řeky Vltavy.
- Silnice II/166 vede z Krumlova severozápadním směrem na Chvalšiny a Smědeč, odkud lze po jiných silnicích pokračovat na Prachatice.

Vjezd do historického centra je možný pouze s příslušným povolením, které vydává místní městská policie.

### Železniční
Železniční trať České Budějovice – Černý Kříž prochází severní částí města a českokrumlovské nádraží stojí na sídlišti Nádražní předměstí na úpatí hory Kleť. Vzdálenost od nádraží do centra města je přibližně dva kilometry. Na území města se ještě nachází železniční zastávka Domoradice. 

### Autobusová
Autobusové nádraží, které v letech 2018–2019 prošlo rekonstrukcí a úpravou na moderní areál, se nachází nedaleko křižovatky ulic Objížďková a Nemocniční u krumlovské nemocnice. Vyjíždí z něj velké množství regionálních i dálkových linek, zastávku zde má i MHD. Další větší autobusová zastávka je situována na sídlišti Špičák.
Přímé autobusové spojení s Prahou zajišťují autobusy Student Agency a FlixBus, ČSAD Autobusy České Budějovice (autobusy zajíždějí pouze k autobusovému nádraží Praha – Na Knížecí) a M express ve spolupráci s Leo Express (tyto autobusy zajíždějí na ÚAN Florenc a k vlakovému nádraží Praha hl. n.)

## Pamětihodnosti

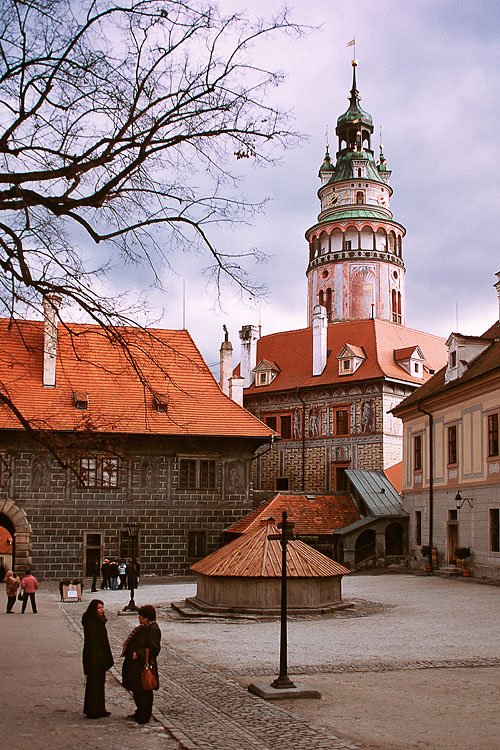
Druhé zámecké nádvoří

### Zámek
Zámek Český Krumlov je po Pražském hradě druhý nejrozsáhlejší zámecký areál v ČR. Původně gotický hrad byl přestavěn zejména v období renesance za vlády Viléma z Rožmberka. První přestavba v barokním slohu se odehrála v 17. století za vlády vévody Jana Kristiána I. z Eggenbergu, avšak kompletní a zároveň poslední významná přestavba, která dala komplexu jeho současnou podobu, proběhla za vlády Josefa I. Adama ze Schwarzenbergu, který nechal vystavět jak dnešní zámecké divadlo, tak i jedinečný Plášťový most. Jednou z rarit Českého Krumlova jsou i hradní medvědi, kteří jsou chováni od dob Rožmberků v hradním příkopu mezi I. a II. nádvořím.
Zámecký komplex, který je členěn na pět nádvoří, dnes tvoří několik větších celků:
- Dolní hrad – nejpůvodnější část hradu, tzv. Hrádek s dominující věží
- Horní hrad – hlavní část zámeckého areálu obklopující III. a IV. nádvoří
- Plášťový most – několikaposchoďové přemostění Jelení zahrady spojující zámek, barokní divadlo a zámeckou zahradu z roku 1764
- Zámecké barokní divadlo – jedno z mála dochovaných barokních divadel na světě z roku 1681
- Letní a Zimní jízdárna
- Zámecká zahrada – založena v 2. polovině 16. století, dlouhá 700 m, o celkové rozloze 10 ha
  - Zámecká zahrada je rozdělena na francouzskou a anglickou část. V první jmenované se nachází Kaskádová fontána, v druhé pak barokní letohrádek Belárie spolu s otáčivým hledištěm, využívaným v letní sezóně k divadelním a operním inscenacím pod širým nebem.

### Vnitřní město

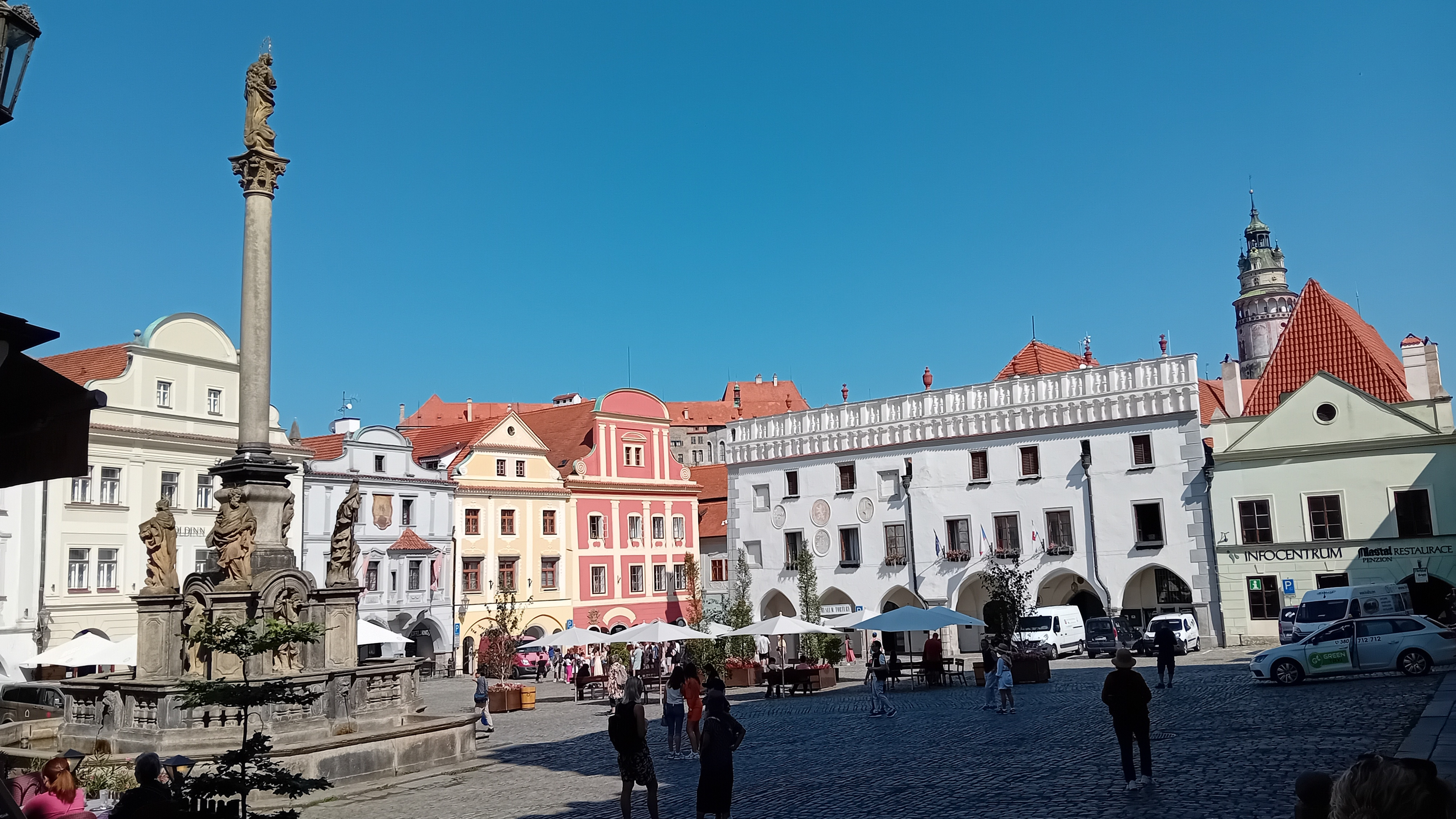
Morový sloup na náměstí Svornosti

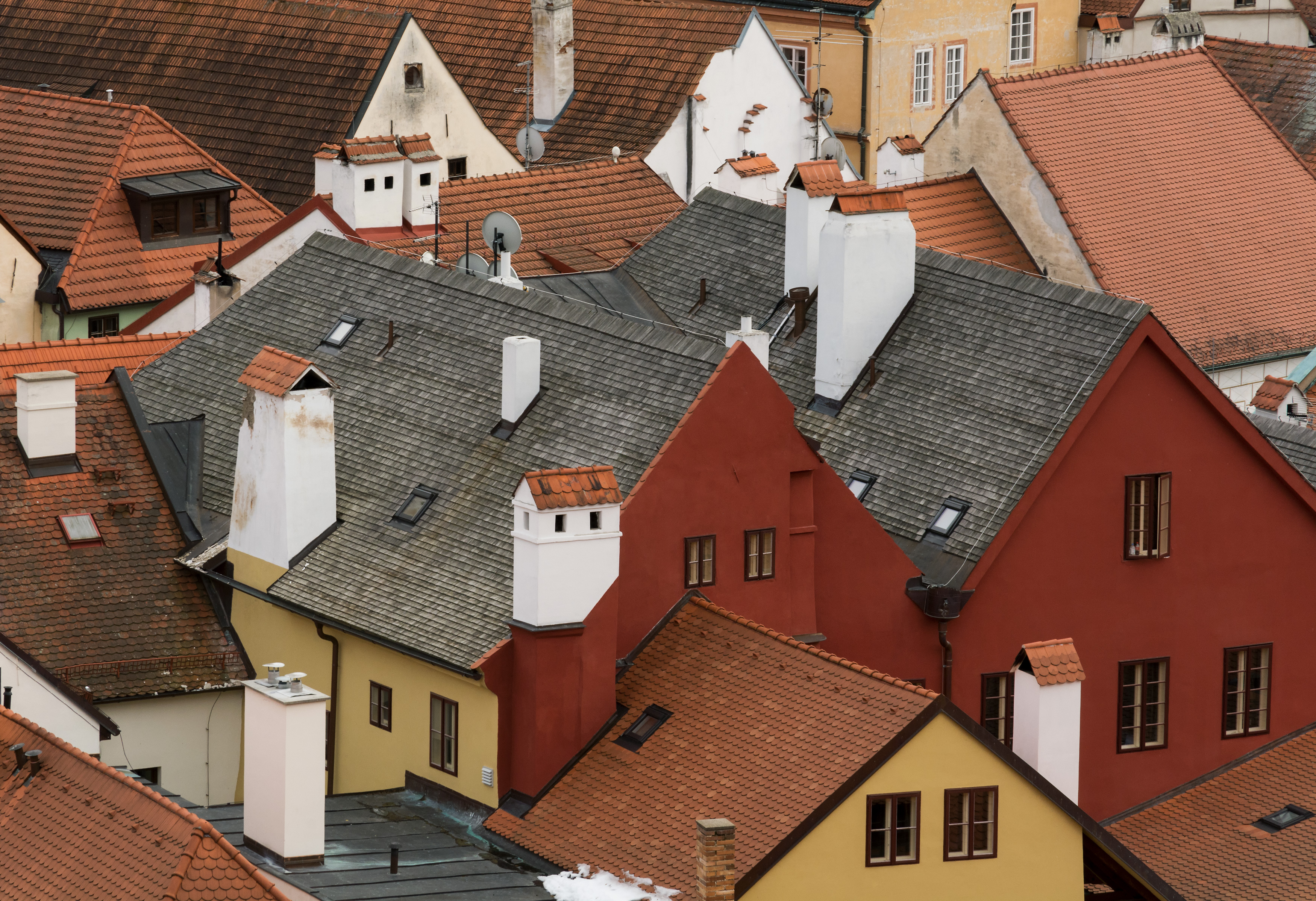
Domky ve Vnitřním městě

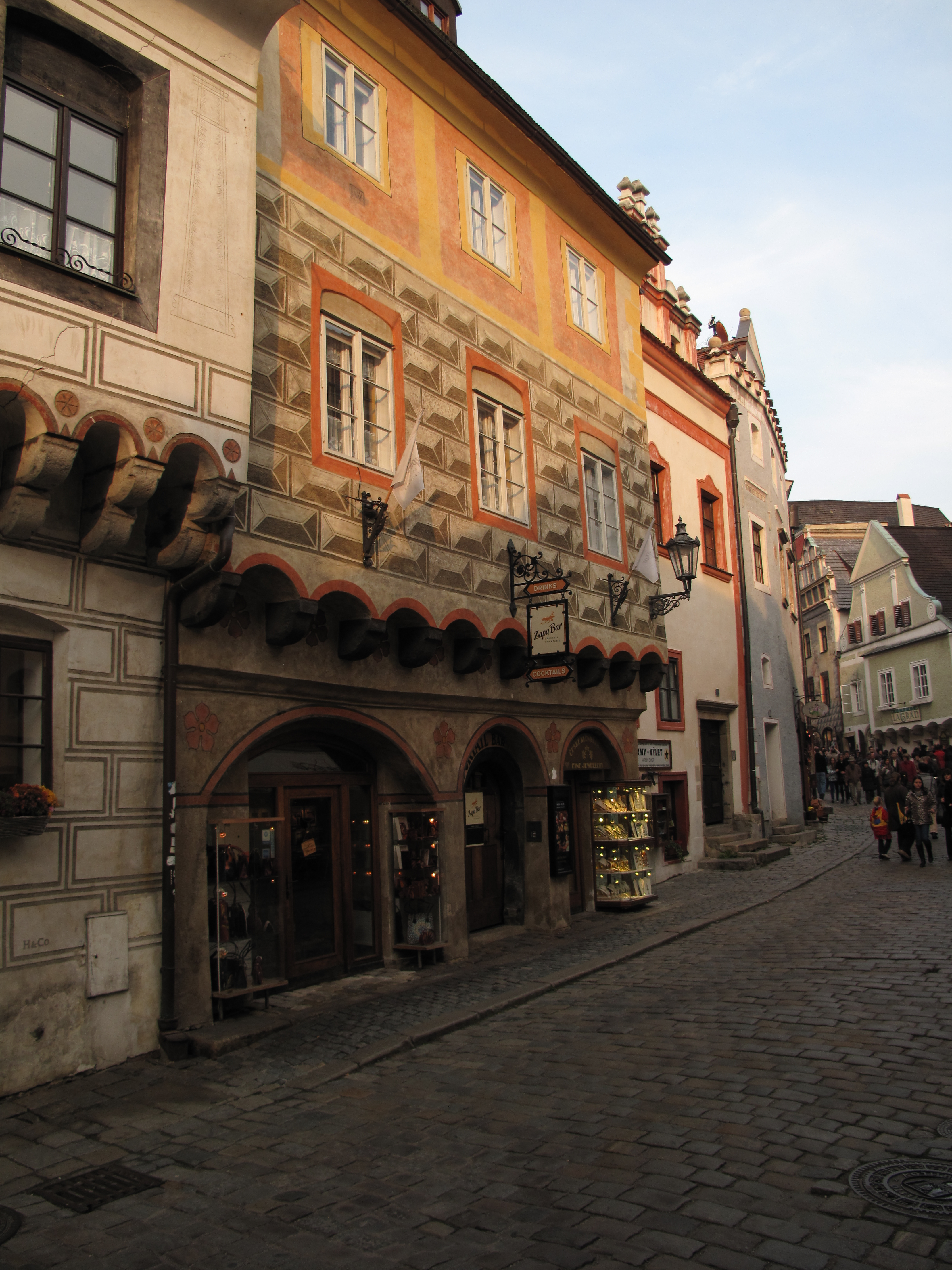
Typický dům Na Latráni

Vnitřní město je centrální městská část se spolu přiléhajícím Ostrovem, jež je zcela obklopena meandrem řeky Vltavy. Spojení s ostatními městskými částmi zajišťují tři mosty – Lazebnický most, most Dr. Edvarda Beneše, most Na Horní bráně; a tzv. Jelení lávka. Systém ulic s pravidelným náměstím je téměř nezměněn od doby svého založení. Nalezneme zde velký počet zachovalých městských domů – gotických, renesančních a v menší míře i barokních.
- Radnice – renesanční stavba ze druhé poloviny 16. století na náměstí Svornosti
- Pozůstatky městského opevnění
- Kašna s morovým sloupem– původně morový sloup z roku 1716 s přistavěnou kašnou z 19. století na náměstí Svornosti je dílem barokního sochaře Matěje Václava Jäckela, náklady hradila kněžna Marie Ernestina z Eggenbergu, na vyvýšených podstavcích jsou sochy svatého Václava, Víta, Jana Evangelisty a Judy Tadeáše, ve výklencích pak sochy svatého Rocha, Františka Xaverského, Šebestiána a Kajetána
- Kaplanka – pozdně gotický dům s raně renesančními prvky v Horní ulici
- Zlatokorunský dům
- Kostel svatého Víta – gotický trojlodní kostel z let 1408–1439 v Kostelní ulici
- Prelatura – sídlo českokrumlovského preláta. Dříve měla prelatura svůj rozsáhlý majetek v desítkách vesnic po okolí. U prelatury býval také vlastní pivovar, určený pro poddané prelatury.
- Krčínův dům – stavba s renesanční fasádou ze 16. století v Kájovské ulici, tradičně spojována s osobou Jakuba Krčína z Jelčan a Sedlčan
- Vlašský dvůr – gotická stavba s renesanční výzdobou a fasádou v Dlouhé ulici, jež v minulosti patřila Jakubu Krčínovi
- Jezuitská kolej – čtyřkřídlá renesanční budova z let 1586–1588 vystavěná z příkazu Viléma z Rožmberka v Horní ulici
- Široká ulice, v minulosti využívaná k trhům

### Latrán
Latrán, kdysi samostatné město, je další historická čtvrť za řekou, severně od Vnitřního města, v podhradí zámku, ke kterému ve středověku správně náležela. S Vnitřním městem je spojen dřevěným Lazebnickým mostem a i zde nalezneme velké množství menších gotických domů. Při čtvrti leží i bývalá městská část tzv. Neustadt, dnes ulice Nové Město, kde bylo archeologickými výzkumy prokázáno nejstarší lidské osídlení ve městě z 5. tisíciletí před naším letopočtem.
- Budějovická brána (Latrán č. p. 104) – nejmladší a zároveň jediná dochovaná brána z původního středověkého městského opevnění. Byla zbudována nákladem Petra Voka z Rožmberka v letech 1598–1602 architektem Domenikem Benedettem Comettou z Eckthurnu.
- Kostel sv. Jošta – tzv. Německý kostel (ul. Latrán č. p. 6), původně gotický kostel z období kolem roku 1330 založený Petrem I. z Rožmberka, za Petra Voka z Rožmberka byl v letech 1594–1599 renesančně přestavěn (architekt Domenico Benedetto Cometta z Eckthurnu) a věnován krumlovským protestantům, tehdy byl zasvěcen Nejsvětější Trojici. Kolem roku 1615 byl kostel opět zasvěcen sv. Joštovi a až do roku 1773 ho spravovali jezuité, v tomto období byl barokizován. V roce 1787 byl za josefinských reforem zrušen. Od 20. století je využíván jako obytný dům. V budově také sídlí muzeum marionet.
- Zámecký pivovar – dříve Schwarzenberský pivovar, dnes Pivovar Eggenberg
- Minoritský klášter – dnes klášter Řádu Křižovníků s červenou hvězdou
- Klášter klarisek

### Plešivec
Plešivec je historická část předměstí a od roku 2003 samostatnou městskou památkovou zónou.
- Synagoga – první železobetonová konstrukce v Rakousku-Uhersku
- Plešivecké náměstí – velké množství renesančních domů
- Fotoateliér Josefa Seidela – jeden z mála dochovaných a funkčních historických foto-ateliérů v Evropě

## Kultura
Český Krumlov je významným českým kulturním střediskem hostícím řadu festivalů i pravidelných regionálních akcí spolu s velkým množstvím muzeí a galerií.
Mezi důležité divadelní instituce patří Městské divadlo, nacházející se při historickém centru v Horní ulici, a především pak technický div Otáčivé hlediště, jež je situováno v horní části Zámecké zahrady a které představuje jednu z nejvýznamnějších open-air scén v Evropě.
V centru se také nachází kino Luna a Městská knihovna s pobočkami ve čtvrtích Plešivec, Mír a Vyšehrad. Mimo oficiální kamenné instituce je třeba zmínit i projekt Ukradená galerie, který vznikl právě v tomto městě a kterou nalezneme v Hradební ulici. V téže ulici lze také narazit na streetartovou tvorbu mnoha místních i zahraničních experimentálních umělců.

### Galerie a muzea

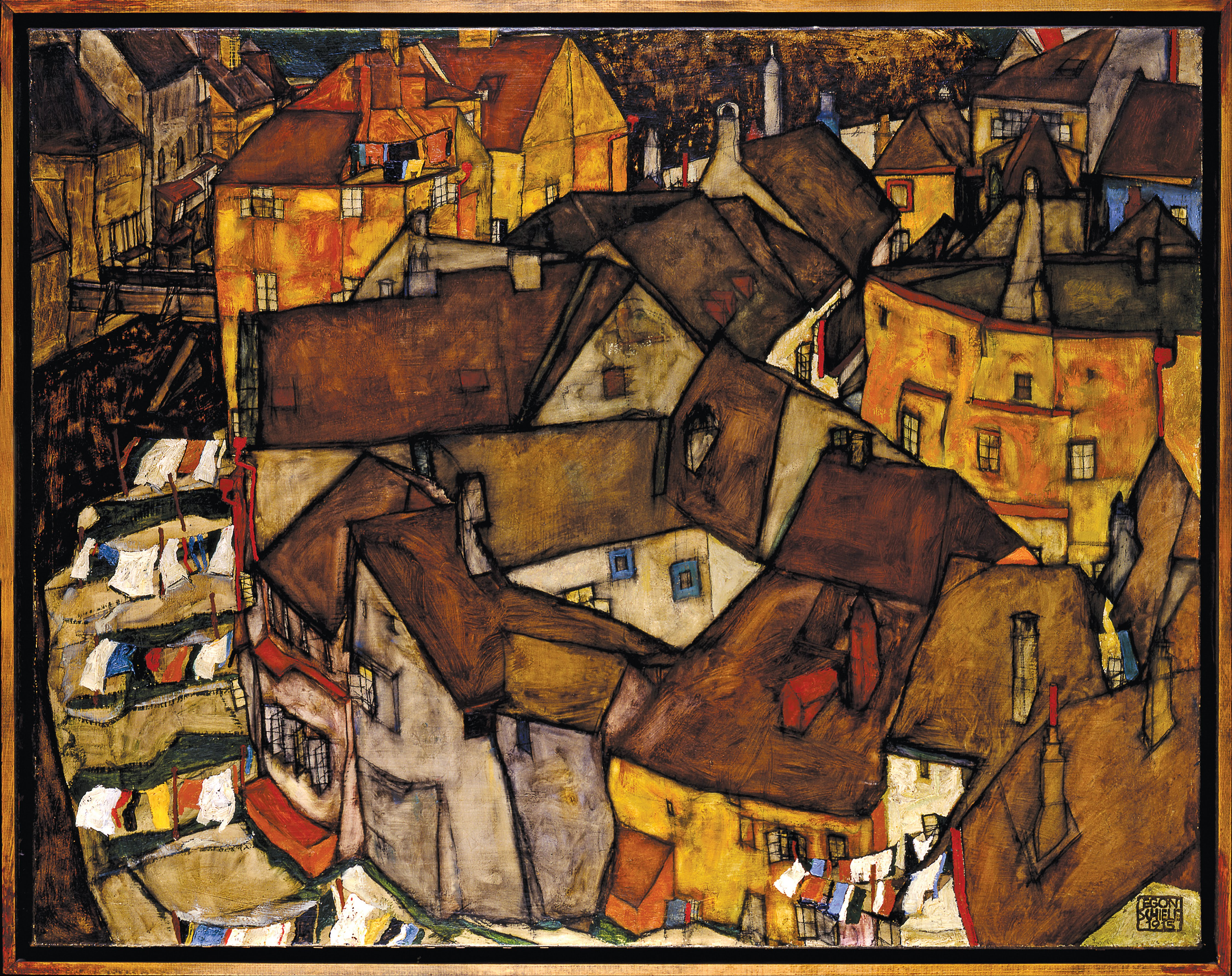
Egon Schiele, Český Krumlov

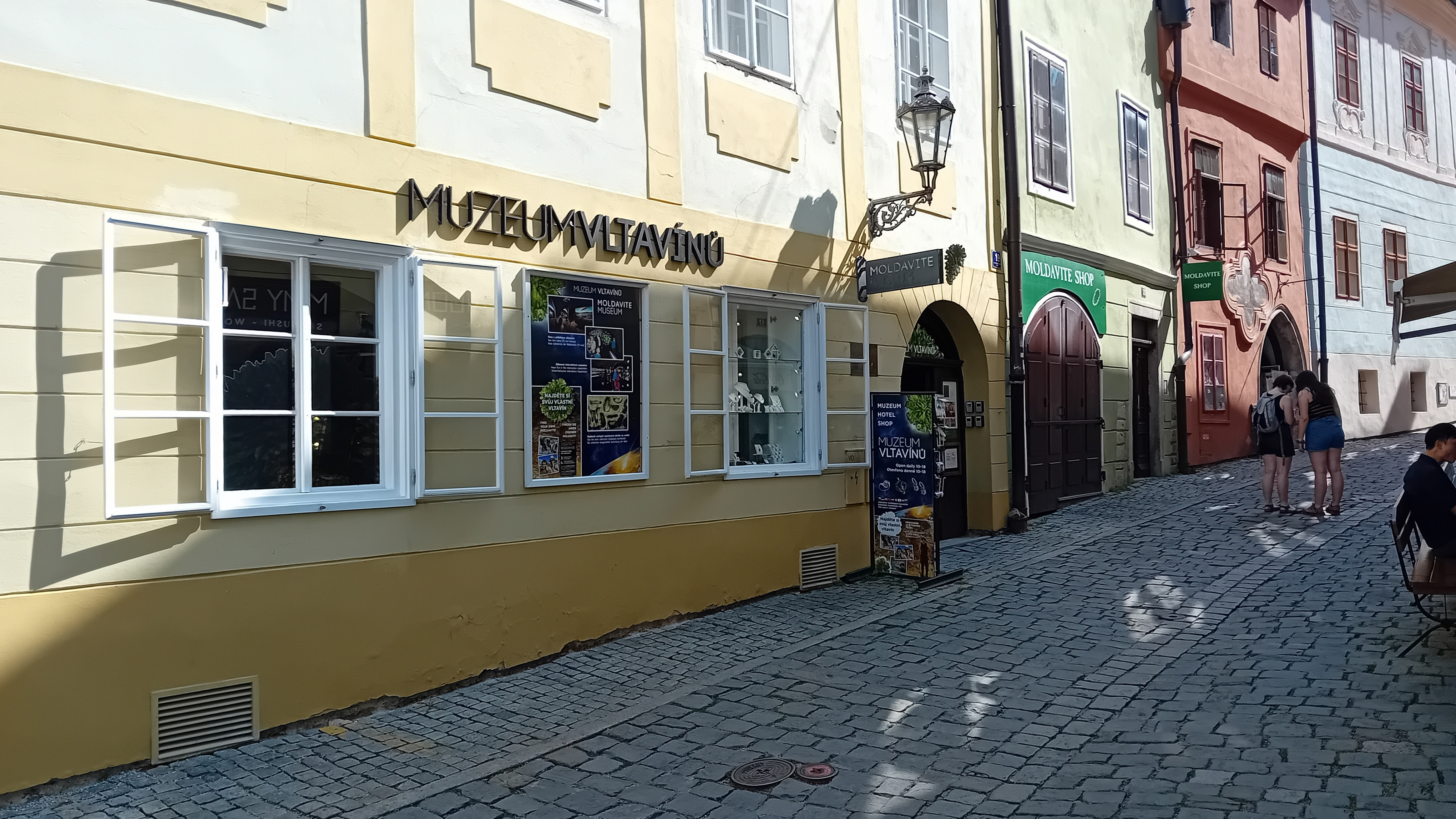
Muzeum vltavínů

Historické jádro města nabízí velký počet galerií umění a muzeí. Regionální muzeum v Českém Krumlově představuje skrze nově zrekonstruovanou expozici historii města a regionu spolu s nálezy z archeologického naleziště Dobrkovické jeskyně. Egon Schiele Art Centrum návštěvníkům nabízí stálou expozici věnovanou dílu a životu nejslavnějšího krumlovského rezidenta Egona Schieleho spolu s výstavami světoznámých malířů, grafiků i sochařů. Mezi hlavní památky se řadí i muzeum Fotoateliér Seidel – jeden z mála dochovaných historických fotoateliérů v Evropě, a dále i městská synagoga, kde lze zhlédnout výstavu věnovanou rodině Ignáce Spira, zakladatele Větříňských papíren. V blízkosti města je také možné sestoupit do podzemních prostor bývalého grafitového dolu. V areálu Klášterů Český Krumlov se nachází Klášterní muzeum (bývalý konvent mužského kláštera minoritů) a 3+ galerie, kde je prezentována největší mezinárodní sbírka originálů dětské knižní ilustrace v Evropě.[zdroj?]
- Regionální muzeum v Českém Krumlově
- Egon Schiele Art Centrum v areálu bývalého Městského pivovaru
- 3+ galerie - Sbírka ilustrací pro děti a Interaktivní expozice s historickou hernou
- Muzeum Fotoateliér Seidel
- Muzeum vltavínů
- Muzeum historických motocyklů
- Synagoga v Českém Krumlově
- Grafitový důl v Českém Krumlově
- Wax muzeum – výstava voskových figurín

### Festivaly

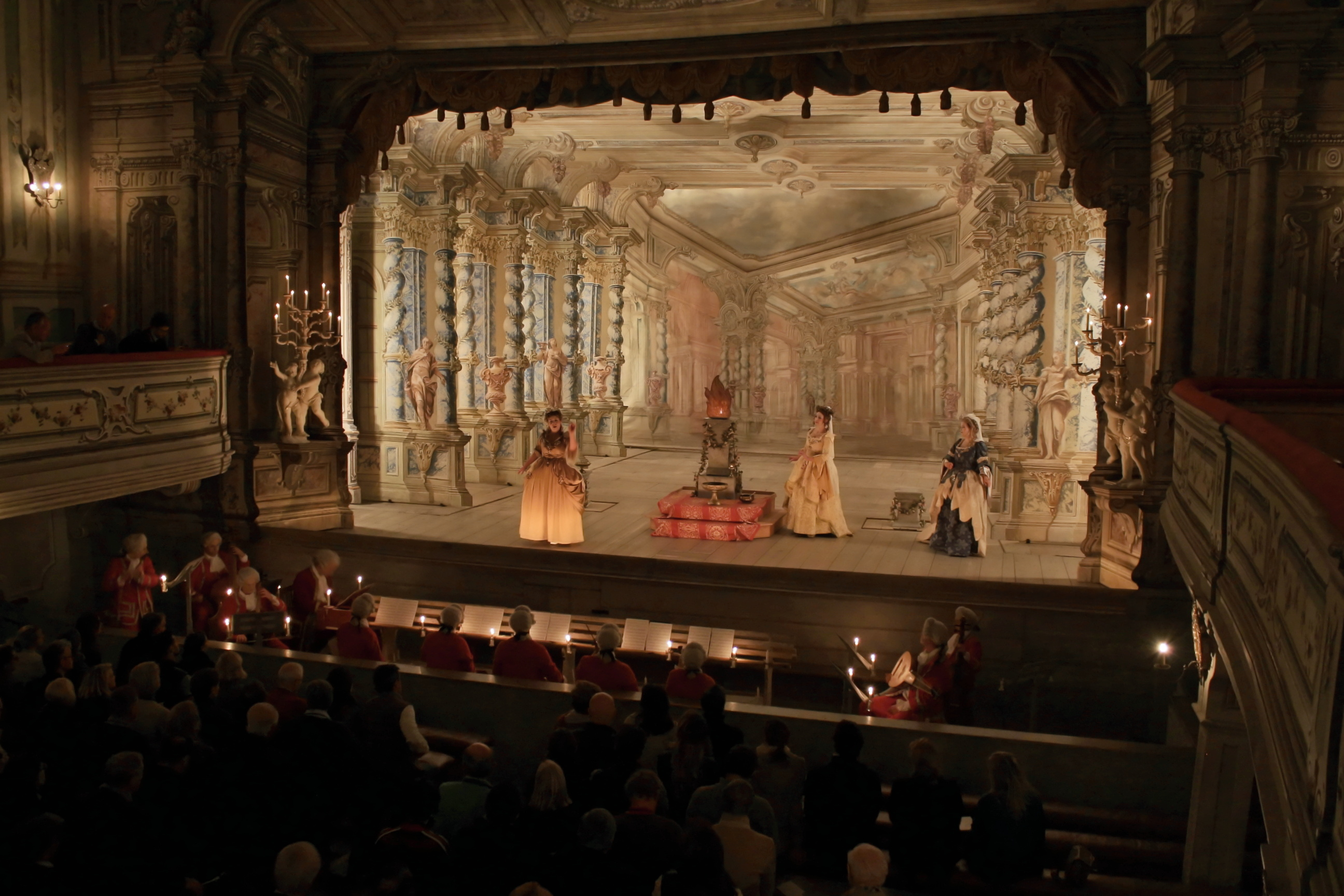
Zámecké barokní divadlo při představení barokní opery Il natale d'Augusto italského skladatele Antonia Caldary (2017)

Město je během roku dějištěm několika regionálních a mezinárodních kulturních akcí. Patří mezi ně hudební festivaly MHF Český Krumlov nebo Festival barokních umění odehrávající se v prostorách Zámeckého barokního divadla. Historický festival oslavující dějiny města a Rožmberský rod – Slavnosti pětilisté růže, je jednou z nejdůležitějších událostí města a regionu.
- Mezinárodní hudební festival Český Krumlov
- Festival barokních umění
- Slavnosti pětilisté růže
- Svatováclavské slavnosti
- Festival komorní hudby
- Rallye Český Krumlov
- Festival vína Český Krumlov
- Adventní slavnosti
- Den bez bariér Český Krumlov
- Dny evropského dědictví
- do roku 2011 Ekofilm

## Zajímavosti

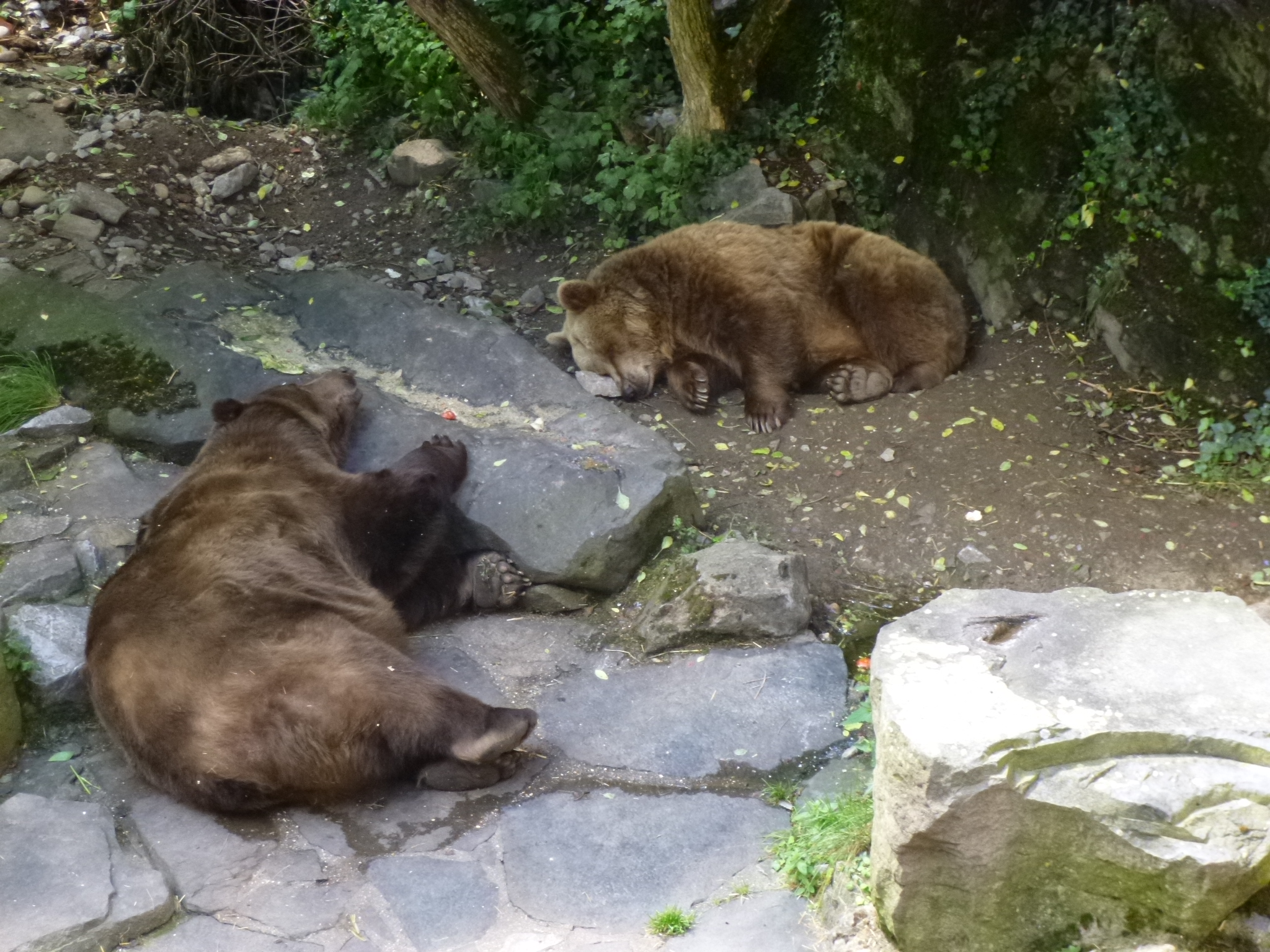
Odpočívající medvědi v příkopu

### Chov medvědů

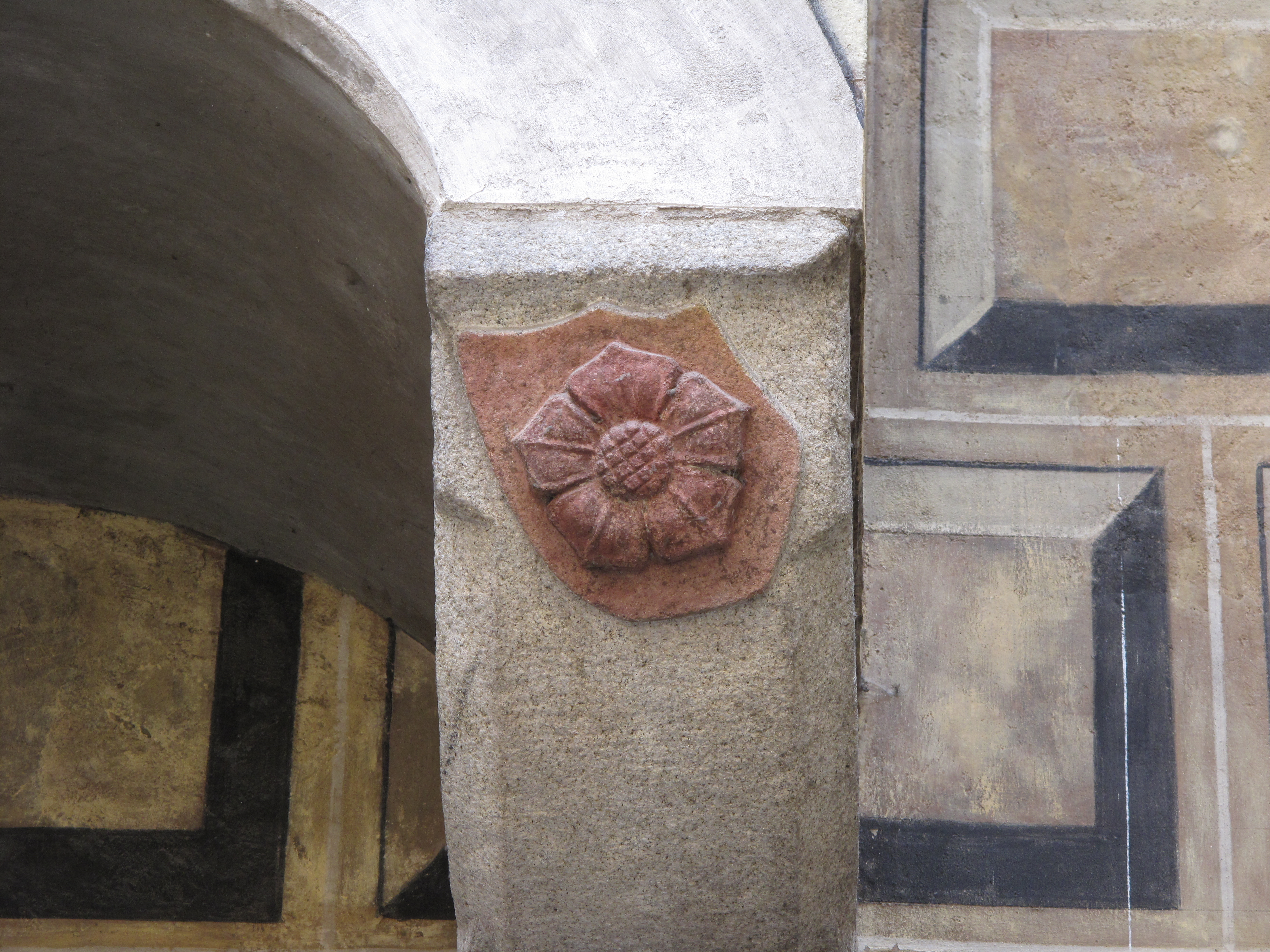
Pětilistá růže, častý symbol

Na krumlovském zámku má chov medvědů tradici starou přes 400 let. Poprvé se medvědi v Krumlově objevili v 16. století. Jejich chovem chtěli Rožmberkové demonstrovat svůj údajný původ a příbuzenství s římským rodem Orsiniů. V hradním příkopu mezi I. a II. nádvořím je jejich chov doložen až po roce 1700 a s určitými přestávkami se tam chovají dodnes.
S krumlovskými medvědy také souvisí slavnost místních spoluobčanů probíhající každý rok na Štědrý den, tzv. Medvědí Vánoce. Dopoledne mohou děti i dospělí za dozoru medvědářů sestoupit do hradního příkopu a vlastnoručně vyrobené pamlsky připevnit na velký vánoční stromeček. Následně jsou vypuštěni medvědi, kteří si na pamlscích a také na vánočním stromečku za pozornosti všech přítomných pochutnávají.
V poslední době[kdy?] se tu chovali následující medvědi – medvědi hnědí (Ursus arctos) Kateřina (* 1985 Český Krumlov) a Vok (* 1985 Český Krumlov) a medvěd brtník (Ursus arctos arctos) Marie Terezie (* 1994 Innsbruck) . Medvěd Vok, pojmenovaný po Petru Vokovi, byl 12. července 2016 uspán kvůli zdravotnímu stavu a vysokému věku (31 let). Tento medvěd byl mimo jiné znám jako otec tří medvědů, kteří hráli v dětském seriálu Méďové. Jeho družka, medvědice Kateřina, pojmenovaná po Kateřině z Ludanic, byla utracena ve věku 32 let v květnu 2017. Medvědi se běžně dožívají 20 let. Novou generaci chovanou v Krumlově od léta 2019 představují medvědi hnědí Vilém (* 2017 Rusko), pojmenovaný po Vilému z Rožmberka, a Polyxena (* 2017 Rusko), pojmenovaná po Polyxeně z Pernštejna. Byli zadrženi celníky na pražském letišti v září 2017, protože k nim chyběla potřebná dokumentace. Poté pobývali v ZOO v Olomouci.

### Erby, znaky a symboly ve městě
Ve městě lze téměř na každém kroku pozorovat nejrůznější rodovou symboliku. Nejčastěji je to však vítkovská pětilistá růže. Pětilistou růži Rožmberků, kteří byli jedním z vítkovských rozrodů, tedy červenou růži na bílém poli, můžeme zahlédnout na velkém množství domů ve Vnitřním městě i na Latránu v nejrůznějších podobách. Ostatně všudypřítomnost tohoto ve městě symbolu dala jméno i největším krumlovským slavnostem – Slavnostem pětilisté růže.
Mimo také velmi početný symbol Schwarzenberské primogenitury v modro-bílém provedení s havranem klovajícím hlavu Turka, mohou návštěvníci pozorovat bohaté renesanční fasády městských domů, někdy až s nebývale komickým nádechem.
Na městské radnici jsou pak vyobrazeny znaky města, Českého království a rodové erby Eggenbergů a Schwarzenbergů.

### Věžný Nácl a krumlovská fanfára
V minulosti bydlel na zámecké věži nad městem věžný. Ten od osmi hodin ráno do čtyř odpoledne v letních měsících zatroubil na trubku každou hodinu krumlovskou fanfáru. Podle tradice se mu říká Věžnej Nácl, podle nejznámějšího krumlovského věžného. Vedle povinnosti troubit fanfáru a tím udávat čas a případně ohlašovat požár ve městě, mohl věžný díky velkému rozhledu z věže odhadovat blížící se změny počasí. Měšťanům pak předpověď z věže sděloval pomocí barevných praporků. I když úřad věžného zanikl, dodnes je z věže hrána krumlovská fanfára každé tři hodiny od deváté hodiny ranní pomocí moderní techniky. O tzv. Věžném Náclovi dodnes koluje dětská říkanka.

### Hřbitov
Na zdejším hřbitově v místní části Horní Brána se nachází kaple Bolestné Panny Marie. Jsou zde též udržované německé hroby. Mezi ně patří například hrob ředitele schwarzenberského panství Antona Wegwarta (1838–1898) nebo gymnaziálního profesora Gregora Hetteggera (1869–1928). Odpočívají tu ale také třeba akademický sochař Stanislav Zadražil (1931–2003) či zpěvák Petr Muk (1965–2010).

### Zajištěná cesta
Na skalním útvaru Havraní skála na pravém břehu Vltavy v blízkosti městského historického centra je zajištěná cesta (via ferrata).

## Pověsti

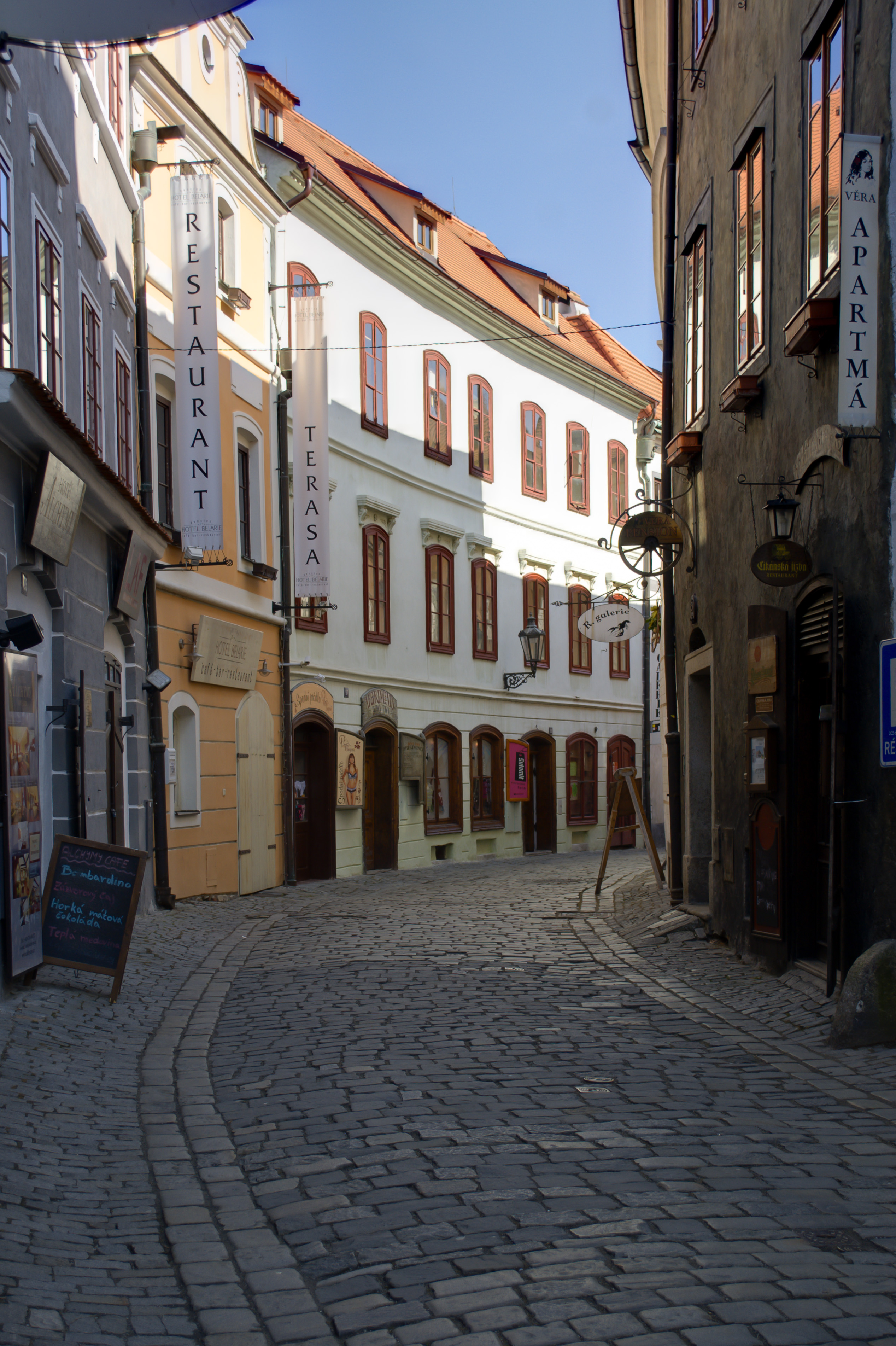
Dlouhá ulice, kde žila a působila vědma Annabella

Ve městě se dodnes traduje mnoho nejrůznějších pověstí týkajících se osoby tajemné dobrodějky Annabelly, vědmy a léčitelky, která žila v dnešní Dlouhé ulici. Její světnici s velkým ohništěm navštívilo za svůj život mnoho místních i lidí z daleka. Říká se, že každému dobrému člověku vždy pomohla a ulevila od jeho problémů. O tom kdy a jak Annabella, nebo dokonce Annabelly z města odešly se traduje více příběhů. Její světnice, o níž, kde se nacházela, víme, byla i se slovutným ohništěm zničena krátce po 2. světové válce při radikálních přestavbách domů v Dlouhé ulici.
V blízkosti města se měly kdysi nacházet dvě podivné kamenné sochy. Ty přitahovaly kolemjdoucí, by i ty nejpočestnější poutníky natolik zvláštním způsobem, že se městští radní rozhodli sochy odstranit. Jámy, které po oněch kamenech, jimž se říkalo Kamenní bratři, zůstaly v zemi, byly tak hluboké, že se je po několik dnů nedařilo zasypat. Bratry pak konšelé nechali odklidit do stodoly, avšak z té během nocí vycházelo tajemné světlo a ty nejroztodivnější zvuky, což děsilo místního šafáře, který se rozhodl sochy raději opět postavit, tentokrát ale daleko od sebe. V tom se však začaly u kamenů opět scházet zástupy poutníků a městské radě došla trpělivost. Kameny tak byly znovu vytrženy ze země, naloženy na povoz a odvezeny neznámo kam. Podle vyprávění, když povoz s kameny projížděl městy a vesnicemi, všechny tamní zvony kostelů a kapliček se samy od sebe rozezněly na pozdrav kamenným bratřím.
Podle pověsti stával v místě dnešního Hrádku klášter. Když klášter zanikl, na jeho místě se rozkládala louka a na ní býk vyryl rohem ze země veliký zvon. Zvonu se potom navždy říkalo Býčí zvon.
Jiná pověst vypráví o zvonu z kapličky sv. Jiří v Libomyšli. Když na konci 17. století byla kaplička velmi poškozena, rozhodli se lidé zvon prodat do Lochovic. Avšak paní z Lochovic prohrála zvon v kartách s krumlovskými, a tak zvon skončil v Českém Krumlově.

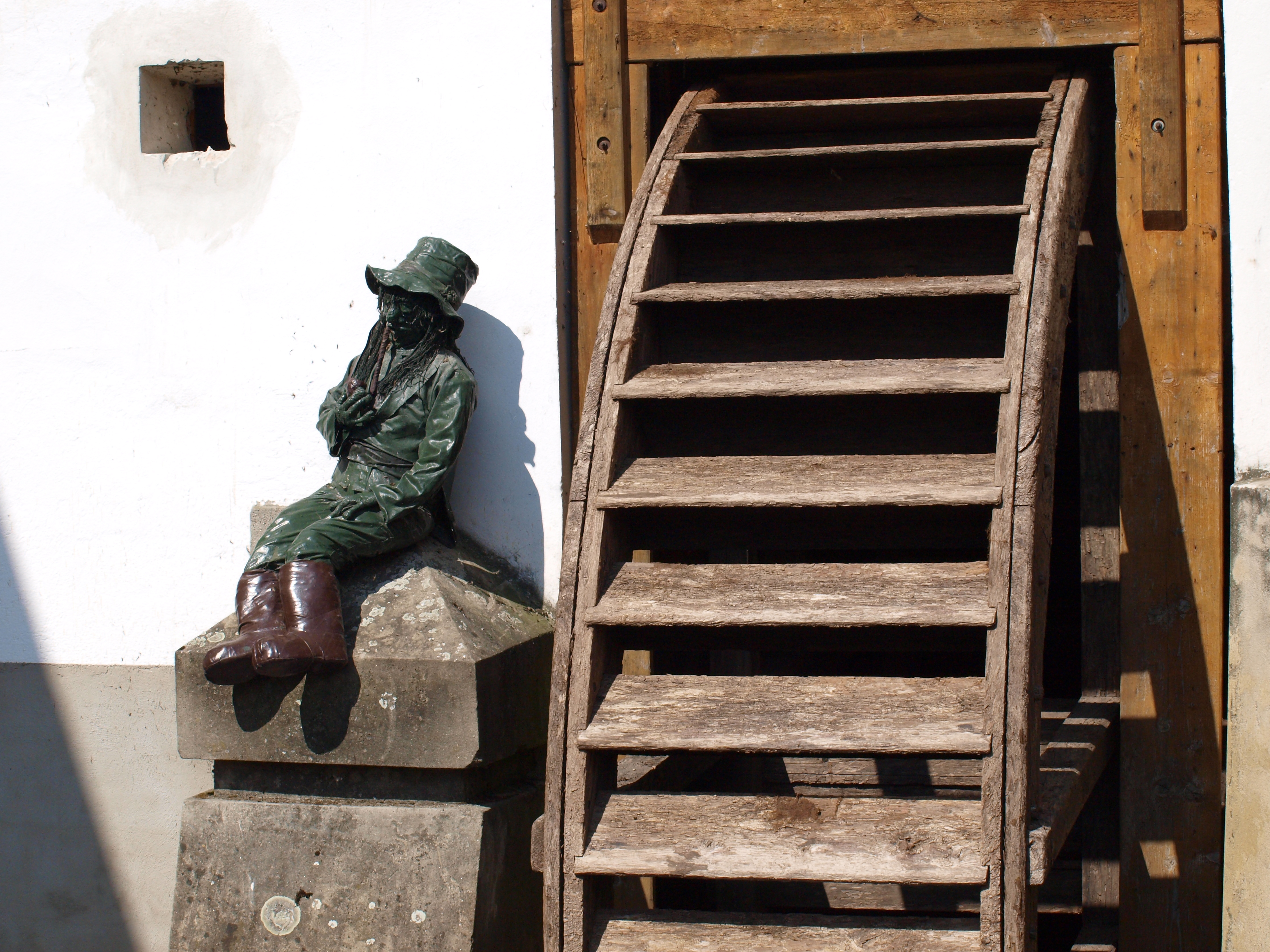
Vodník u kola Krumlovského mlýna

Ačkoliv je jméno Latrán odvozeno od umístění čtvrti v podhradí, dětem se často vypráví příběh o tom, že v dávných dobách v místních hlubokých lesích žili zlí lapkové. Ti těžce soužili karavany a nebohé obchodníky, kteří putovali přes zdejší brody přes řeku. Jednoho dne však udatný rytíř Vítek jejich doupě nalezl a do základů je vypálil. Na kamenném ostrohu si pak postavil svůj mocný krumlovský hrad, který měl zdejší lesy a brody již na vždy chránit. V nově založeném městě v podhradí pak měla být první ulice pojmenována ku připomínce vzniku hradu, tedy na paměť oněch lotrů.
Na březích Vltavy podle tradice žijí mnozí skřítci a vodníci, kteří si stráží svoje perlorodky, pro jejichž chov a kvalitu byl Krumlov kdysi znám.

## Osobnosti

### Rodáci
- Záviš z Falkenštejna (1250–1290), představitel rodu pánů z Krumlova a přední Vítkovec[19]
- Jan z Krumlova (1350??–1410), stavitel
- Štěpán z Krumlova (1400–1461), vrchní stavitel Solnohradského arcibiskupství
- Václav z Krumlova (1420?–1460), administrátor pražského arcibiskupství
- Václav z Rovného (1448–1531), humanista a kancléř Rožmberského dominia
- Kryštof Hecyrus (1520–1593), německý skladatel, básník a spisovatel
- Petr Vok z Rožmberka (1539–1611), poslední vladař domu rožmberského
- Jakub Horčický z Tepence (1575–1622), alchymista a lékař Rudolfa II.[20]
- Josef František Fortin (1727–1762), architekt
- Václav Jan Frierenberger (1759–1823), generál z období napoleonských válek
- Josef Karel Ambrož (1759–1822), operní zpěvák
- Felix princ ze Schwarzenbergu (1800–1852), rakouský ministerský předseda
- Josef Andreas Huschak (1804–1905), básník
- Jan Pták (1808–1860?), hudebník a řezbář[20]
- Franz Polak (1834-1893), poštmistr a první českokrumlovský fotograf
- Franz Khemeter (1845–1924), českokrumlovský starosta (1904–1918)
- Gotthard Zimmer (1847–1886), fotograf
- Josef Wolf (1864–1938), fotograf
- Karl Tannich (1883–1975), archivář, historik a českokrumlovský starosta (1919–1927)
- Karel Šmirous (1890–1981), fotograf, průkopník barevné fotografie[20]
- Vladimír Šmirous (1894–1969), národní buditel a aktivista
- František Rypl (1903–1973), válečný letec[21]
- Anton Riedl (1910–1987), spisovatel
- Gertruda Engelová (1910–2003), lékařka v rámci československých jednotek v Sovětském svazu
- Miroslav Sedlák (1913–1981), politik
- Ruth Hálová (1926–2020), mikrobioložka a překladatelka[22] jedna ze zachráněných židovských dětí sirem Nicholasem Wintonem
- Helmut Doyscher (1935–2014), spisovatel
- Anna Chromy (1940–2021), česko-rakouská malířka a sochařka[20]
- Marian Jelínek (* 1963), hokejový trenér
- Petr Muk (1965–2010), zpěvák[23]
- Jan Matura (* 1980), skokan na lyžích
- Martin Čermák (* 1991), televizní moderátor

### Osobnosti spjaté s městem

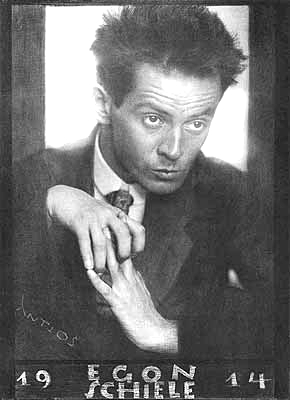
Egon Schiele, 1914

- Oldřich II. z Rožmberka (1403–1462), vladař Domu rožmberského
- John Dee (1527–1609), anglický alchymista a špion
- Vilém z Rožmberka (1535–1592), vladař Domu rožmberského
- Jakub Krčín (1535–1604), architekt a rybníkář
- Julio Caesar (1586?–1609), levoboček Rudolfa II.
- Jiří Bílek z Bilenberku (1588?–1657), jezuitský farář a prelát
- Bohuslav Balbín (1621–1688), jezuitský pedagog a literát
- Jan Kristián I. z Eggenbergu (1641–1710), vévoda krumlovský
- Marie Arnoštka z Eggenbergu (1649–1719), vévodkyně krumlovská
- František Jakub Fortin (1680–1763), schwarzenberský knížecí stavitel
- Adam František ze Schwarzenbergu (1680–1732), první krumlovský vévoda z rodu Schwarzenbergů
- Eleonora Amálie ze Schwarzenbergu (1682–1741), regentka Schwarzenberského dominia
- Josef I. Adam ze Schwarzenbergu (1722–1782), vévoda krumlovský
- Josef Rosenauer (1735–1804), stavitel Schwarzenberského plavebního kanálu
- Jan Adolf II. ze Schwarzenbergu (1799–1888), iniciátor modernizace jihočeského hospodářství a průmyslu
- Ignác Spiro (1817–1894), zakladatel Větříňských papíren
- Arnošt Porák (1849–1918), průmyslník, zakladatel papíren Loučovice
- Josef Šmirous (1856–1925), městský rada, národní buditel a aktivista
- Josef Seidel (1859–1935), fotograf
- Hynek Gross (1859–1945), archivář, člen České královské společnosti nauk
- Jan Nepomuk II. ze Schwarzenbergu (1860–1938), vévoda krumlovský a mecenáš
- Josef Kulich (1869–1944), praktický a schwarzenberský knížecí lékař, vlastenec a aktivista
- Adolf Schwarzenberg (1890–1950), hlava krumlovsko-hlubocké větve, antifašista
- Egon Schiele (1890–1918), rakouský malíř
- Vladimír Hašek (1892–1968), archivář, znovu-zakladatel Hudební školy po roce 1945
- Wilhelm Fischer (1894–1979), malíř
- Bohuslav Coufal (1895–1969), malíř, grafik a ilustrátor
- František Seidel (1908–1997), fotograf
- Jiří Záloha (1926–2009), archivář a promovaný historik
- Ondřej Macek (* 1971), cembalista a umělecký vedoucí barokního souboru Hof-Musici
- Lenka Husáriková (* 1975), česká malířka, absolventka Střední umělecké školy sv. Anežky
- Rudolf Mařík, učitel a vlastenec
- Jindřich Čapek, knižní ilustrátor
- Erik Sterzinger (1909–1980), redaktor Mladého Hlasatele hádankářských rubrik, propagátor turistiky[24]

## Partnerská města
- Hauzenberg, Německo
- Kaluš, Ukrajina

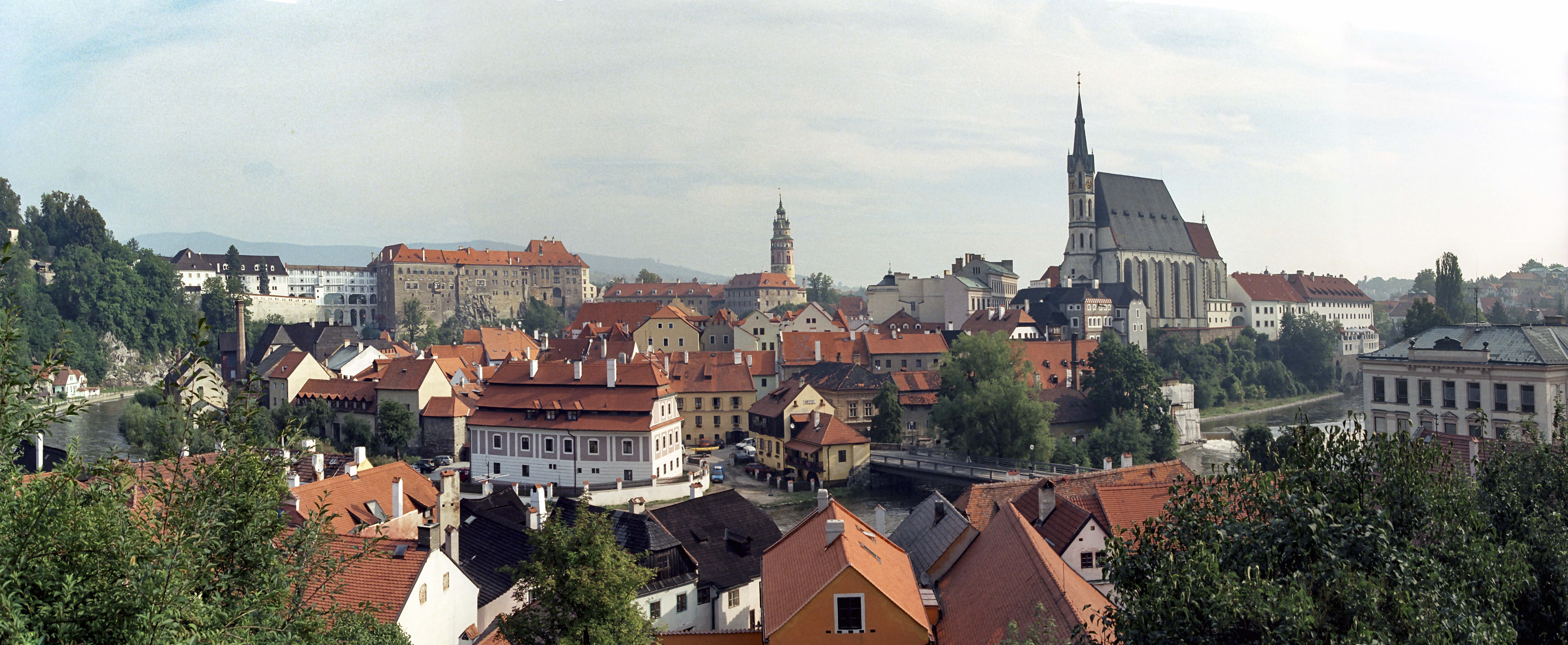
Panorama z jihovýchodu

- Llanwrtyd Wells, Wales, Spojené království
- Miami Beach, USA
- San Gimignano, Itálie
- Slovenj Gradec, Slovinsko
- Vöcklabruck, Rakousko

### Spřátelená města
- Cuzco, Peru
- Dubrovník, Chorvatsko
- Kuressaare, Estonsko
- Linec, Rakousko